# Sälgtagging
Sälgtagging (Deviodontia pilaecystidiata) är en svampart som tillhör divisionen basidiesvampar. Den beskrevs först av Seth Lundell och fick sitt nu gällande namn av Kurt Egon Hjortstam och Leif Ryvarden. Sälgtagging ingår i släktet Deviodontia och familjen Schizoporaceae. Enligt den svenska rödlistan är arten sårbar i Sverige. Arten förekommer i Svealand och Övre Norrland. Dess livsmiljö är skogslandskap och  våtmarker.